# I-73 (tàu ngầm Nhật)
I-73 là một tàu ngầm tuần dương  Lớp Kaidai thuộc phân lớp Kaidai VIa nhập biên chế cùng Hải quân Đế quốc Nhật Bản vào năm 1937. Nó đã phục vụ trong giai đoạn mở màn của Chiến tranh Thế giới thứ hai tại Mặt trận Thái Bình Dương, và một tháng sau khi hỗ trợ cho cuộc tấn công Trân Châu Cảng, nó bị tàu ngầm USS Gudgeon đánh chìm vào ngày 27 tháng 1, 1942, trở thành tàu ngầm đầu tiên bị đánh chìm bởi một tàu ngầm.

## Thiết kế và chế tạo

### Thiết kế
Phân lớp tàu ngầm Kaidai VIa là phiên bản được cải tiến từ phân lớp Kaidai V với tốc độ đi nổi nhanh hơn và lặn sâu hơn. Chúng có trọng lượng choán nước 1.814 tấn (1.785 tấn Anh) khi nổi và 2.479 tấn (2.440 tấn Anh) khi lặn, lườn tàu có chiều dài 104,7 m (343 ft 6 in), mạn tàu rộng 8,2 m (26 ft 11 in) và mớn nước sâu 4,57 m (15 ft 0 in). Con tàu có thể lặn sâu 75 m (246 ft) và có một thủy thủ đoàn đầy đủ bao gồm 68 sĩ quan và thủy thủ.
Chiếc tàu ngầm trang bị hai động cơ diesel Kampon Mk.1A Model 8 hai thì công suất 4.500 mã lực phanh (3.356 kW), mỗi chiếc vận hành một trục chân vịt. Khi lặn, mỗi trục được vận hành bởi một động cơ điện 900 mã lực (671 kW). Con tàu có thể đạt tốc độ tối đa 23 hải lý trên giờ (43 km/h; 26 mph) khi nổi và 8 hải lý trên giờ (15 km/h; 9,2 mph) khi lặn. Khi Kaidai VIa di chuyển trên mặt nước nó đạt tầm xa hoạt động 14.000 hải lý (26.000 km; 16.000 mi) ở tốc độ 10 hải lý trên giờ (19 km/h; 12 mph), và có thể lặn xa 65 nmi (120 km; 75 mi) ở tốc độ 3 hải lý trên giờ (5,6 km/h; 3,5 mph).
Lớp Kaidai VIa có sáu ống phóng ngư lôi 53,3 cm (21,0 in), gồm bốn ống trước mũi và hai ống phía đuôi, và mang tổng cộng 14 ngư lôi. Vũ khi trên boong tàu bao gồm hải pháo 10 cm (3,9 in)/50 caliber lưỡng dụng (chống hạm và phòng không), cùng một súng máy 13,2 mm (0,52 in) phòng không.

### Chế tạo
Trong khuôn khổ Chương trình Vũ trang Hải quân Bổ sung thứ nhất năm 1931, I-73 được đặt lườn xưởng đóng tàu của hãng Kawasaki tại Kobe vào ngày 5 tháng 4 hoặc 5 tháng 11, 1934 và được hạ thủy vào ngày 20 tháng 6, 1935. Nó hoàn tất và nhập biên chế vào ngày 7 tháng 1, 1937.

## Lịch sử hoạt động

### 1937 - 1940
Vào ngày nhập biên chế, I-73 được điều về Quân khu Hải quân Kure và gia nhập Đội tàu ngầm 20. Đơn vị này được điều động sang Hải đội Tàu ngầm 2 trực thuộc Đệ Nhị hạm đội, thuộc thành phần Hạm đội Liên hợp vào ngày 1 tháng 12, 1937, rồi sang Hải đội Tàu ngầm 3 trực thuộc Đệ Nhị hạm đội vào ngày 15 tháng 11, 1939. I-73 khởi hành từ Okinawa vào ngày 27 tháng 3, 1940 để cùng các tàu ngầm I-68, I-69, I-70, I-74 và I-75 tham gia chuyến đi huấn luyện tại vùng biển phía Nam Trung Quốc; và sau khi hoàn tất sáu chiếc tàu ngầm đã đi đến Takao (nay là Cao Hùng), Đài Loan vào ngày 2 tháng 4, 1940. Sau đó Hải đội Tàu ngầm 3 được điều động sang Đệ Lục hạm đội, cùng thuộc thành phần Hạm đội Liên hợp, vào ngày 15 tháng 11, 1940.

### 1941
Vào ngày 16 tháng 1, 1941, tàu ngầm I-72 tạm thời thay phiên cho I-73 trong vai trò soái hạm của Đội tàu ngầm 20. Đến đầu tháng 11, Hải đội Tàu ngầm 3 được điều động về Lực lượng Viễn Chinh Tiền Phương của Đệ Lục hạm đội, rồi đến ngày 11 tháng 11, bên trên soái hạm Katori, Phó đô đốc Shimizu Mitsumi, Tư lệnh Đệ Lục hạm đội, công bố Kế hoạch Z, là kế hoạch tấn công căn cứ Trân Châu Cảng của Hải quân Hoa Kỳ, mở màn cho cuộc xung đột tại Thái Bình Dương. Khi lực lượng Hải quân Nhật Bản bắt đầu được huy động cho chiến dịch, I-73 khởi hành từ vịnh Saeki tại bờ biển Kyūshū vào ngày 11 tháng 11, cùng với các tàu ngầm I-168, I-169, I-70, I-71 và I-72 hướng sang Kwajalein thuộc quần đảo Marshall, đến nơi vào ngày 20 tháng 11.

#### Chuyến tuần tra thứ nhất - Tấn công Trân Châu Cảng
Chiếc tàu ngầm lại khởi hành từ Kwajalein ba ngày sau đó cho chuyến tuần tra đầu tiên, hướng sang khu vực quần đảo Hawaii. Lúc đang trên đường đi, vào ngày 2 tháng 12, nó nhận được thông điệp từ Hạm đội Liên hợp: "Leo núi Niitaka 1208" (tiếng Nhật: Niitakayama nobore 1208), là mật lệnh cho biết chiến sự với Khối Đồng Minh sẽ bắt đầu vào ngày 8 tháng 12 (theo giờ Nhật Bản, tức ngày 7 tháng 12 tại Hawaii bên kia đường đổi ngày). Vào ngày 5 tháng 12, I-73 tiến hành trinh sát eo biển Kealaikahiki tại quần đảo Hawaii giữa Kahoolawe và Lanai. Sau đó nó cùng các tàu ngầm I-71 và I-72 trinh sát nơi neo đậu Lahaina Roads, không tìm thấy tàu chiến Hoa Kỳ nào tại đây.
Vào đúng ngày 7 tháng 12, các tàu ngầm khác thuộc Hải đội Tàu ngầm 3 được bố trí về phía Nam Oahu, sẵn sàng tấn công mọi tàu bè tìm cách thoát khỏi Trân Châu Cảng. Ba tàu ngầm I-71, I-72 và I-73 thuộc Đội tàu ngầm 20 được bố trí hoạt động ở khoảng cách 25–50 nmi (46–93 km) về phía Đông Nam Oahu. Không bắt gặp mục tiêu nào giá trị, I-73 kết thúc chuyến tuần tra vào ngày 17 tháng 12 và lên đường quay trở về Kwajalein. Trên đường đi, nó được lệnh chuyển hướng để đi đến bắn phá đảo Johnston, đến nơi vào ngày 23 tháng 12. Nó bắn sáu phát đạn pháo 100 mm (3,9 in), phá hủy cột ăn-ten mốc vô tuyến dẫn đường và khiến một binh lính Thủy quân Lục chiến bị thương. Pháo 5 in (130 mm) phòng thủ duyên hải Hoa Kỳ bắn trả buộc chiếc tàu ngầm phải lặn xuống và rút lui. Nó về đến Kwajalein vào ngày 29 tháng 12.

### 1942

#### Chuyến tuần tra thứ hai
Với Tư lệnh Đội tàu ngầm 20 trên tàu, I-73 khởi hành từ Kwajalein vào ngày 12 tháng 1, 1942 cho chuyến tuần tra thứ hai, cùng với các tàu ngầm I-71 và I-72. Họ thay phiên cho các tàu ngầm I-18, I-22 và I-24 tại một tuyến tuần tra tại vùng biển Hawaii. I-73 gửi một báo cáo tình huống tại địa điểm tuần tra được chỉ định vào ngày 15 tháng 1, và sau đó mất liên lạc với căn cứ.

#### Bị mất
Vào ngày 27 tháng 1, 1942, tàu ngầm Hoa Kỳ USS Gudgeon (SS-211) đang trên chặng quay trở về trong chuyến tuần tra chiến tranh tại vùng biển Nhật Bản ngoài khơi eo biển Bungo, và còn cách đảo Midway 240 nmi (440 km) về phía Tây, khi nó được tin tức tình báo vô tuyến bị giải mã cho biết các tàu ngầm I-18, I-22 và I-24 đang tiến đến gần. Gudgeon đổi hướng để đánh chặn nhưng không bắt gặp các mục tiêu này. Tuy nhiên trong khi đang lặn, nó dò được âm thanh chân vịt quay nhanh bên mạn trái phía mũi tàu lúc 09 giờ 00. Sau đó nó trông thấy I-73 ở khoảng cách 5.000 yd (4.600 m), nhận định mục tiêu là một tàu ngầm lớp Kaidai IVa với khẩu hải pháo trên boong phía trước tháp chỉ huy, đang di chuyển với tốc độ 15 kn (28 km/h) với ít nhất sáu người trên cầu tàu. Gudgeon phóng ba quả ngư lôi tấn công từ khoảng cách 1.800 yd (1.600 m) lúc 09 giờ 07 phút, nhưng mất dấu mục tiêu sau đó do biển động mạnh. Sau một phút 45 giây, Gudgeon nghe thấy hai tiếng nổ lớn, và sau đó tiếng chân vịt ngừng quay. Gudgeon quay trở lên độ sâu kính tiềm vọng để quan sát và không thấy dấu vết của tàu đối phương. Nó tự nhận chỉ gây hư hại cho đối thủ, nhưng tin tức tình báo vô tuyến giải mã được xác nhận I-73 đã bị đánh chìm tại tọa độ 28°24′B 178°35′Đ / 28,4°B 178,583°Đ. I-73 trở thành tàu chiến đầu tiên bị một tàu ngầm Hoa Kỳ đánh chìm.
Một số sử gia Nhật Bản cho rằng I-73 sống sót qua đợt tấn công của Gudgeon, cho rằng rất có thể nó bị tàu khu trục USS Jarvis (DD-393) và tàu quét mìn USS Long (DMS-12) cùng các đơn vị khác đánh chìm về phía Nam Trân Châu Cảng vào ngày 28 tháng 1, 1942, tại tọa độ 20°35′B 155°55′T / 20,583°B 155,917°T.
Vào ngày 10 tháng 3, Hải quân Nhật Bản công bố I-73 đã bị mất ngoài khơi Hawaii với tổn thất toàn bộ 94 người trên tàu. Tên nó được rút khỏi đăng bạ hải quân vào ngày 15 tháng 3, 1942.